# Eccidio di Boschi di Barbania
L'Eccidio di Boschi di Barbania fu un episodio della guerra partigiana conclusosi tragicamente per i civili.

## Storia
Dall'inizio di settembre ai primi giorni di ottobre 1944 le brigate naziste Waffen Grenadier avviarono nelle Valli di Lanzo e nell'Alto Canavese una  vasta operazione  di  rastrellamento  denominata Strasburgche.

Il 3 settembre o il giorno successivo secondo altra fonte, due motociclisti della RSI vennero attaccati da alcuni partigiani mentre transitavano sulla strada da Nole e Barbania, nei pressi della frazione Boschi: uno cadde ferito gravemente, l'altro riuscì a ripartire, minacciando gli abitanti che sarebbero tornati in forze per distruggere il paese. Buona parte degli abitanti fuggì precipitosamente, nascondendosi nei boschi. Qualche ora dopo i fascisti giunsero in forze, saccheggiando e prendendo alcuni prigionieri.
Verso sera giunse in soccorso la brigata partigiana Moro, composta da circa quaranta uomini: iniziò un intenso combattimento contro i fascisti che, dopo aver saccheggiato le abitazioni, si erano asserragliati in una trattoria facendosi scudo con i civili prigionieri.
Nel corso della notte i partigiani dovettero ritirarsi verso Corio per rinforzare la resistenza contro l'operazione Strasburgche: in seguito dichiararono di aver ucciso diciassette fascisti.

Il giorno successivo giunsero alcuni automezzi e tre autoblinde della I Brigata Nera "Ather Capelli", della X MAS e della Waffen-Grenadier-Brigade-SS, che incendiarono le case con i lanciafiamme, distruggendone 79 su 83, tra cui la scuola, e spararono colpi di mortaio anche nei boschi dove si era rifugiata la popolazione.
Vennero catturati sette abitanti del luogo che erano rientrati nelle loro case: cinque furono immediatamente fucilati sul posto, altri due poco dopo a Front .

## Le vittime
| Aimone Chiorat Giacomo, ucciso a Boschi di Barbania                   |
| Balma Giorgio, cieco, ucciso a Boschi di Barbania                     |
| Balma Michele, cieco, figlio di Giorgio, ucciso a Boschi di Barbania  |
| Balma Giuseppe, cieco, figlio di Giorgio, ucciso a Boschi di Barbania |
| Balma Giuseppe, ucciso a Boschi di Barbania                           |
| Aimone Giacomo, ucciso a Front                                        |
| Aimone Sandrino, figlio di Giacomo, ucciso a Front                    |

L'ANPI ricorda l'eccidio presso il monumento eretto sul luogo della strage.